# Комплекс построек стадиона «Динамо»
Комплекс построек стадиона «Динамо» — памятник архитектуры. Расположен в Санкт-Петербурге, современный адрес зданий — проспект Динамо, 44. В охраняемый комплекс входит здание ресторана «Грелка» и здание тира.

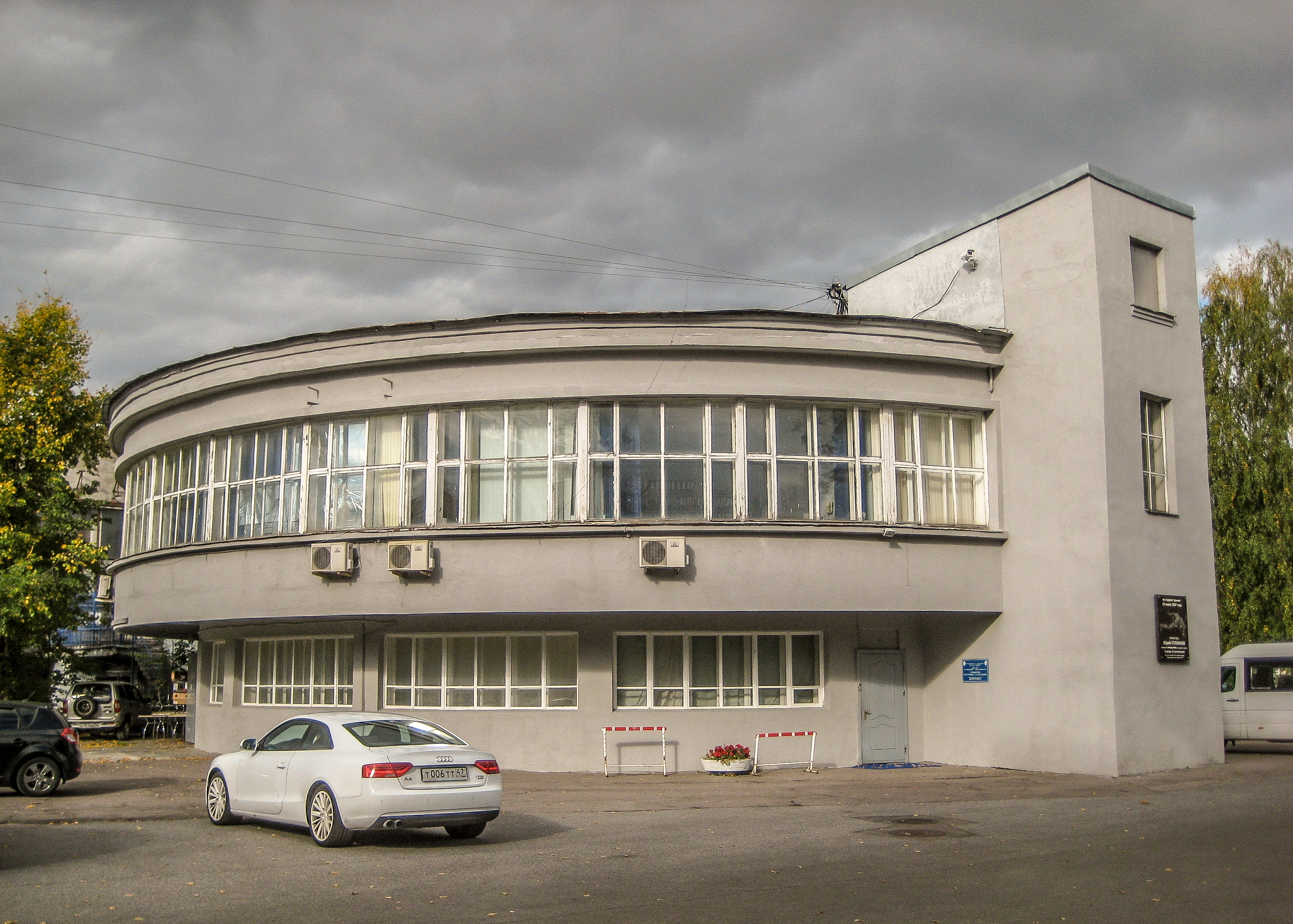
Грелка

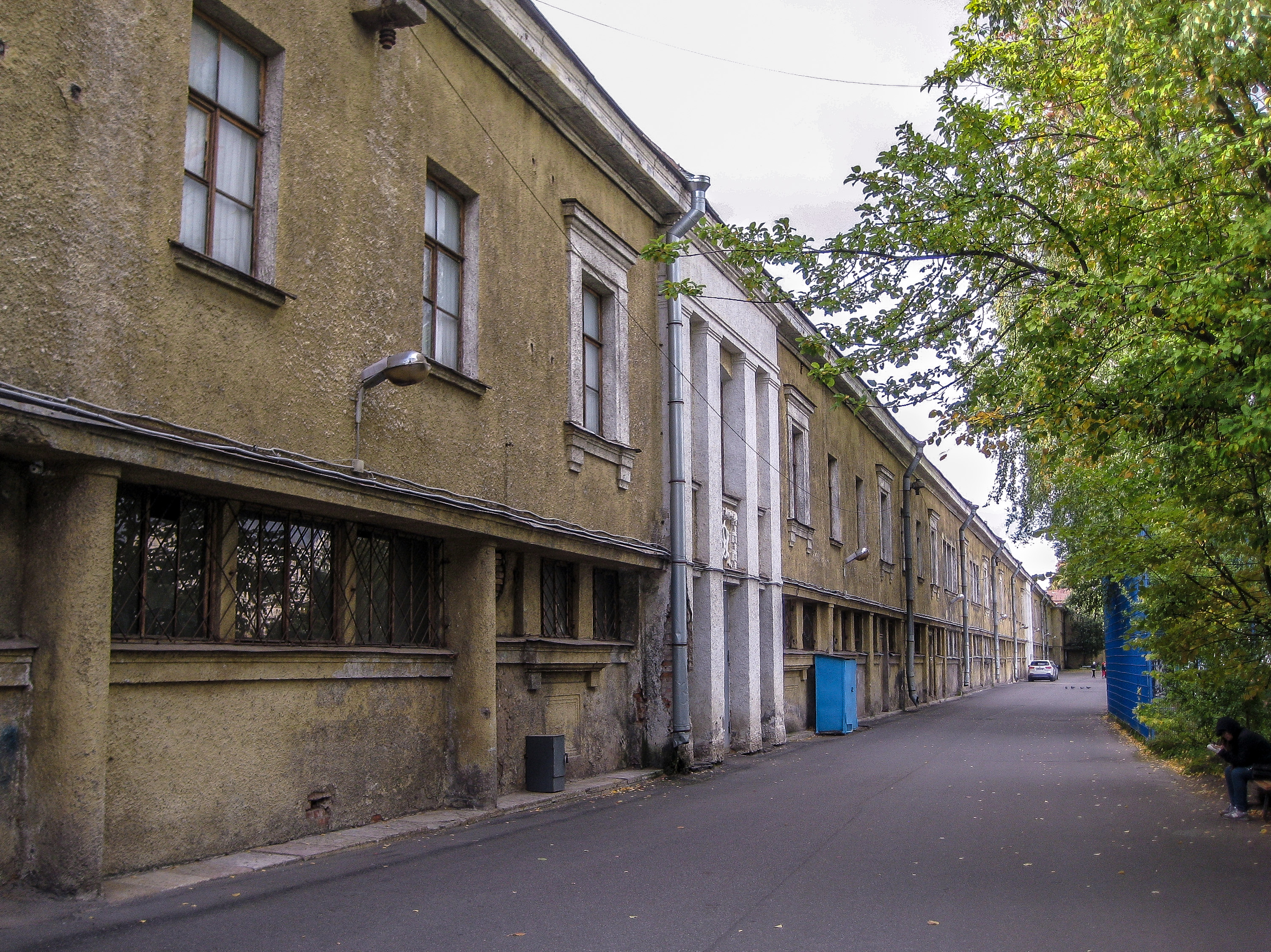
Фасад тира с поздним неоклассическим оформлением, у которого всё же остался нависающий ярус

Комплекс был возведён в 1930—1934 годах, основными его авторами были О. Л. Лялин и Я. О. Свирский, также участвовали Ю. В. Мухаринский, И. Е. Рожин и Ю. В. Щуко. В проекте предусматривалась постройка двух полей с трибунами, площадка для разных видов спорта, тир, гребной клуб, лодочная станция, Дворец физкультуры с театральной зоной с секторным зрительным залом (и рестораном) и спортивной с крытыми залами и бассейнами, с переходом на столбах между ними и портиком гигантского упрощённого ордера у главного входа. Все постройки были конструктивистскими — с ленточными окнами, плоскими крышами, консольными выступами, большепролётными перекрытиями. Но проект был реализован лишь частично, в частности, без Дворца физкультуры; тир и раздевалки позднее оформили в неоклассическом стиле, часть сооружений не сохранилась.
У обоих входящих в комплекс зданий верхний ярус, опоясанный ленточным окном, нависает над нижним. Ресторан «Грелка» примыкает к трибунам. Композиция составлена из основного объёма-шайбы и врезанной в неё стеклянной призмы, внутри также был сделан стеклянный цилиндр, дававший внутренний свет. Выходящий на реку фасад тира освещается через три окна-иллюминатора, на нём расположены балкон и козырёк. Противоположный конец корпуса закруглён.
В 1965 году прошла частичная реконструкция под руководством С. И. Евдокимова. Тир был переоборудован в бассейн в 1956 году, вертикальный объём ресторана перестал быть стеклянным.
С 2012 года допускается существование угрозы для памятников из-за проходящей рядом застройки.